# Chiesa di Sant'Apollinare alle Ville
La chiesa di Sant'Apollinare è un luogo di culto cattolico che si trova in località Le Ville a Monterchi.
La chiesa presenta un impianto romanico riferibile al XII secolo. L'abside semicircolare impostata sulla nuda roccia e costruita con grandi blocchi di pietra irregolari risulta essere la parte più antica dell'edificio. Il corpo principale presenta invece una muratura regolare a filaretto di blocchi di pietra squadrati di media grandezza, su cui si apre sul fianco sinistro una bifora. Il campanile a vela sei-settecentesco è impostato sull'abside e ospita una campana del XV secolo. L'interno ad unica navata conserva frammenti di affreschi dei secoli XV e XVI.